# WTA Challenger de Bol
O WTA Challenger de Bol – ou Croatia Bol Open, na última edição – foi um torneio de tênis profissional feminino, de nível WTA 125.
Realizado em Bol, na Croácia, estreou em 2016. Os jogos eram disputados em quadras de saibro durante o mês de junho. Após 2021, foi substituído por Makarska.

## Finais

### Simples
| Ano                                                         | Campeã            | Vice-campeã         | Resultado     |
| ----------------------------------------------------------- | ----------------- | ------------------- | ------------- |
| 2021                                                        | Jasmine Paolini   | Arantxa Rus         | 6–2, 7–64     |
| Torneio não realizado em 2020 devido à pandemia de COVID-19 |                   |                     |               |
| 2019                                                        | Tamara Zidanšek   | Sara Sorribes Tormo | 7–5, 7–5      |
| 2018                                                        | Tamara Zidanšek   | Magda Linette       | 6–1, 6–3      |
| 2017                                                        | Aleksandra Krunić | Alexandra Cadanțu   | 6–3, 3–0, ab. |
| 2016                                                        | Mandy Minella     | Polona Hercog       | 6–2, 6–3      |

### Duplas
| Ano                                                         | Campeãs                          | Vice-campeãs                           | Resultado         |
| ----------------------------------------------------------- | -------------------------------- | -------------------------------------- | ----------------- |
| 2021                                                        | Aliona Bolsova Katarzyna Kawa    | Ekaterine Gorgodze Tereza Mihalíková   | 6–1, 4–6, [10–6]  |
| Torneio não realizado em 2020 devido à pandemia de COVID-19 |                                  |                                        |                   |
| 2019                                                        | Timea Bacsinszky Mandy Minella   | Cornelia Lister Renata Voráčová        | 0–6, 7–63, [10–4] |
| 2018                                                        | Mariana Duque Mariño Wang Yafan  | Sílvia Soler Espinosa Barbora Štefková | 6–3, 7–5          |
| 2017                                                        | Chuang Chia-jung Renata Voráčová | Lina Gjorcheska Aleksandrina Naydenova | 6–4, 6–2          |
| 2016                                                        | Xenia Knoll Petra Martić         | Raluca Olaru İpek Soylu                | 6–3, 6–2          |